# Nullmeier
Nullmeier bzw. Nullmeyer ist ein deutscher Familienname.

## Herkunft und Bedeutung
Der Name stammt aus Norddeutschland – insbesondere Westfalen, wo er auch heute noch seinen Verbreitungsschwerpunkt hat. Die alternative Schreibweise „Nullmeyer“ ist besonders im Bereich in und um Bremen stärker vertreten.
Es handelt sich um einen zusammengesetzten Familiennamen aus „Null“ und „meier“.
„Null“ ist dabei die niederdeutsche Bezeichnung für Hügel oder rundliche Anhöhe, während „meier“ in der Gegend der Entstehung die allgemeine Bezeichnung für (Klein-)Bauer war. Die Bedeutung des Namens – bei dem es sich um einen Wohnstättennamen handelt – ist „Der auf dem/am Hügel wohnende Bauer“.

## Namensträger
- Ali Nullmeyer (* 1998), kanadische Skirennläuferin
- Frank Nullmeier (* 1957), deutscher Politikwissenschaftler
- Heide Nullmeyer (* 1940), Filmemacherin und Diplompsychologin
- Lukas Nullmeier (* 1998), Namensgeber des Asteroiden (34485) Nullmeier[1]